# Eduardo García Matilla
Eduardo García Matilla (Madrid, 15 de junio de 1948) es un empresario de multimedia y especialista en temas de imagen español. Ha sido directivo de la radio pública en diferentes etapas, en RNE y Radiocadena Española, y profesor en la Universidad Complutense de Madrid (1972-1982), la Escuela Oficial de RTV (1971-1975) y el subsecuente Instituto RTVE (1976-1981), y en el Instituto de Empresa. 

## Trayectoria profesional
Pupilo de Victoriano Fernández de Asís en la renovada Escuela Oficial de Radio y Televisión, licenciado en Imagen por la Facultad de Ciencias de la Información (Universidad Complutense de Madrid) en Madrid y diplomado por la Escuela de Periodismo de la Universidad de Columbia (Misuri), perteneció a la plantilla de RTVE entre 1971 y 1992, donde trabajó como ayudante de programación, redactor, guionista y programador en TVE y RNE.
Fue director de Radio 3 entre 1981 y 1982, continuando en muchos aspectos la tarea iniciada por Fernando G. Delgado, confirmó el equipo original de la emisora juvenil y lo amplió. Aportó novedades como el Diario Pop (dirigido conjuntamente por José Miguel Contreras, Diego Alfredo Manrique y Jesús Ordovás), y modificó temporalmente el modelo de esta emisora juvenil para cubrir la cobertura de servicios del Mundial de Fútbol de 1982. Regresó a la "Casa de la Radio" (Prado del Rey) en 1988, como Jefe del departamento de Análisis y Programas Especiales.
En 1984 fue nombrado director de programas de Radiocadena Española, cargo del que dimitió poco después, durante la gestión en la emisora de Jordi García Candau. Más tarde, con Clara Isabel Francia en la dirección de Radiocadena, fue reclamado para desempeñar la dirección adjunta (1986-1989). Durante su gestión se actualizó la imagen y la plantilla técnica y profesional de las principales emisoras de la cadena.
Asimismo fue director del departamento de Investigación y Análisis del IORTV.
Entre 1992 y 2011, fue presidente de Corporación Multimedia S. A., una empresa "especializada en investigación de audiencias y modelos de negocio audiovisual". 
En 2013 fue nombrado consejero de la Comisión Nacional de los Mercados y la Competencia (CNMC), organismo macrorregulador que de algún modo sustituye al derogado  Consejo Estatal de Medios Audiovisuales.
Ocupó el cargo de consejero de la CNMC hasta 2018.
Es autor de libros sobre temas relacionados con la publicidad, la teoría y técnicas de la información audiovisual y el fenómeno multimedia. Pueden mencionarse: Subliminal: escrito en nuestro cerebro, y La nueva era de la Televisión, en colaboración con Carlos Arnanz Carrero.
En 2009 recibió el "Premio Talento" que otorga la Academia de las Ciencias de las Artes y la Televisión.
Es hijo del pionero del cine español Eduardo García Maroto y hermano del dramaturgo y también especialista en temas de imagen Luis Matilla.